# Kapaliswarar-Tempel

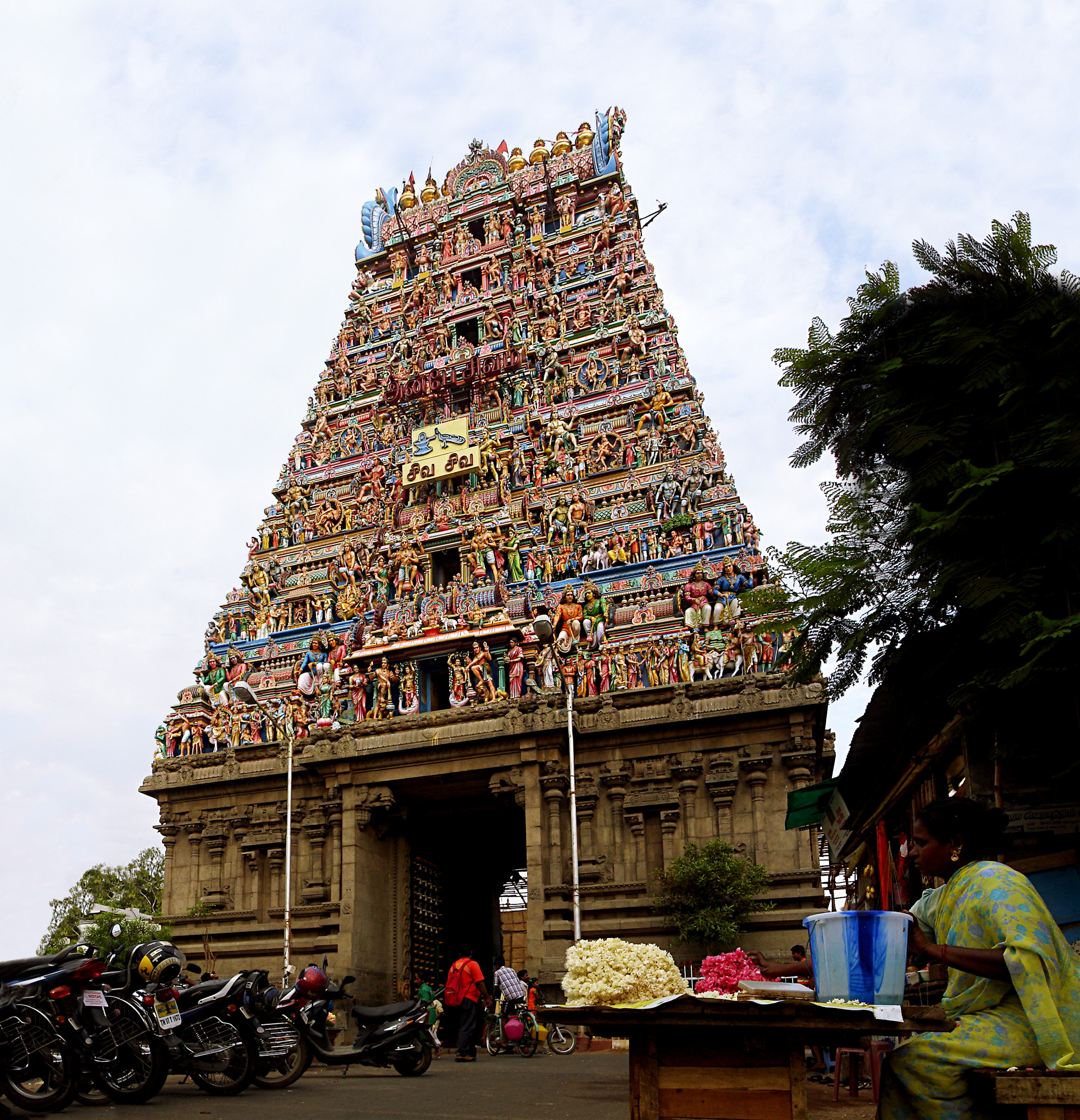
Gopuram des Kapaliswarar-Tempels

Der Kapaliswarar-Tempel (Tamil: கபாலீஸ்வரர் கோயில் Kapālīsvarar Kōyil [ˌkapɑːˈliːsʋʌrər ˈkoːjil]; auch: Kapalishwara, Kapaleeswarar etc.) ist ein Hindu-Tempel in Mylapore, einem Stadtteil von Chennai (Madras), der Hauptstadt des indischen Bundesstaates Tamil Nadu. Er ist dem Gott Shiva in seiner Gestalt als Kapaliswarar (Kapalishwara) gewidmet. Neben dem vishnuitischen Parthasarathy-Tempel in Triplicane ist der Kapaliswarar-Tempel der wichtigste Tempel Chennais.

## Geschichte

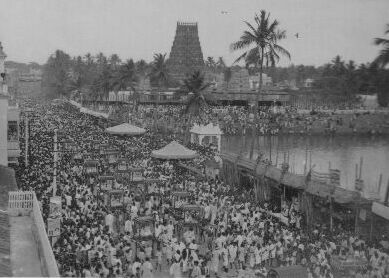
Tempelfest um 1940

Die Ursprünge Mylapores und des Kapaliswarar-Tempels gehen deutlich weiter zurück als die Geschichte der Stadt Chennai, die im 17. Jahrhundert als britische Kolonie gegründet wurde. Mylapore diente schon vom 6. bis 9. Jahrhundert den in Kanchipuram residierenden Pallava-Königen als Hafen. Zu dieser Zeit scheint auch der Kapaliswarar-Tempel errichtet worden zu sein. Erstmals wird er im 7. Jahrhundert in den devotionalen Tevaram-Hymnen des Dichters Sambandar erwähnt. Kein Teil des heute bestehenden Bauwerks ist aber älter 300–400 Jahre. Teilweise wird die Vermutung geäußert, der Kapaliswarar-Tempel habe sich früher näher am Meer an der Stelle der St. Thomas Basilica befunden und sei von den Portugiesen, die Mylapore im 16. Jahrhundert zu ihrer Kolonie machten, zerstört worden.

## Baubeschreibung

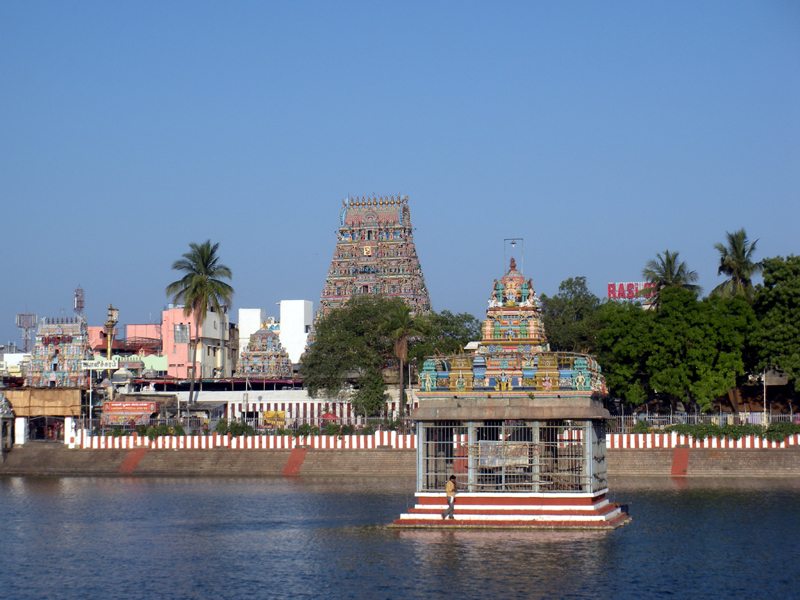
Blick über den Tempelteich auf den Kapaliswarar-Tempel

Der Kapaliswarar-Tempel ist im südindischen Dravida-Stil erbaut. Er umfasst einen rund 85 × 90 Meter großen rechteckigen Bereich. In dessen Zentrum steht der nach Westen ausgerichtete Hauptschrein Kapaliswarars. Außerdem befinden sich im Tempelinneren ein Nebenschrein für Shivas Gefährtin Parvati, die hier als Karpagambal erscheint, und als heilig erachteter Punnai-Baum (Calophyllum inophyllum). Im Osten und Westen der Umfassungsmauer des Tempelkomplexes steht jeweils ein Gopuram (Torturm). Der Gopuram im Westen ist nur von bescheidener Höhe, dient aber als Haupteingang. Der Gopuram im Osten wurde 1909 erbaut und ist 37 Meter hoch. Beide Gopurams sind mit reich mit bunten Stuckfiguren geschmückt. Westlich des Tempels liegt ein sehr großer (ca. 180 × 130 Meter) Tempelteich. Er wurde im 18. Jahrhundert auf Land angelegt, das der Nawab von Arcot zur Verfügung gestellt hatte. Im Osten führt eine Ladenstraße auf den Tempel zu.

## Feste
Alljährlich finden am Kapaliswarar-Tempel mehrere große Tempelfeste statt: Während des zehntägigen Hauptfest im März/April werden die Götterbilder in einer großen Prozession in einem Tempelwagen um den Tempel herum gezogen. Im selben Monat wird das Arupathimoovar-Fest zu Ehren der 63 Nayanmars (shivaitische Dichterheilige) gefeiert. Beim Teppam-Fest im Januar/Februar werden die Götterbilder auf einem Floß um den Tempelteich geführt.